# Sekunda (interwał)
Sekunda – interwał prosty zawarty między dwoma sąsiednimi stopniami skali muzycznej. W szeregu zasadniczym naturalnie występują sekunda wielka i sekunda mała. Zastosowanie znaków chromatycznych pozwala zmienić rozmiar sekundy.

## Rodzaje
| Nazwa                                                | Opis | Przykład     |
| ---------------------------------------------------- | --- | ------------ |
| Sekunda mała Posłuchaj: melodycznieⓘ harmonicznieⓘ   | Sekunda o rozmiarze półtonu. Jest dysonansem. W przewrocie otrzymuje się septymę wielką. Oznaczenie: 2>.Występuje naturalnie w szeregu zasadniczym (e-f, h-c). Rozwiązuje się w ruchu bocznym na tercję, zaś w ruchu przeciwnym na kwartę.                  | Sekunda mała |
| Sekunda wielka Posłuchaj: melodycznieⓘ harmonicznieⓘ | Sekunda o rozmiarze całego tonu. Występuje naturalnie w szeregu zasadniczym (c-d, d-e, f-g, g-a, a-h). Jest dysonansem. W przewrocie otrzymuje się septymę małą. Oznaczenie: 2. Rozwiązuje się w ruchu bocznym na tercję, zaś w ruchu przeciwnym na kwartę. | Pryma czysta |

### Interwały pochodne[potrzebnyprzypis]
| [1] [A] 2>>>>> (2<) |
| ------------------- |
| [2] 3               |
| [3] [C] 7<<<<<      |
| [4] 3>              |
| [5] Hisis-ceses     |

| [1] [A] 2>>>> (2) |
| ----------------- |
| [2] 2             |
| [3] [C] 7<<<<     |
| [4] 2             |
| [5] His-ceses     |

| [1] [A] 2>>> (2>) |
| ----------------- |
| [2] 1             |
| [3] [C] 7<<<      |
| [4] 2>            |
| [5] H-ceses       |

| [1] 2>>     |
| ----------- |
| [2] 0       |
| [3] [C] 7<< |
| [4] 1       |
| [5] H-ces   |

| [1] 2<     |
| ---------- |
| [2] 3      |
| [3] [C] 7> |
| [4] 3>     |
| [5] c-dis  |

| [1] 2<<     |
| ----------- |
| [2] 4       |
| [3] [C] 7>> |
| [4] 3       |
| [5] c-disis |

| [1] 2<<<      |
| ------------- |
| [2] 5         |
| [3] [C] 7>>>  |
| [4] 4         |
| [5] ces-disis |

| [1] 2<<<<       |
| --------------- |
| [2] 6           |
| [3] [C] 7>>>>   |
| [4] [B] tryton  |
| [5] ceses-disis |

Objaśnienia do tabeli:

[1] – oznaczenie interwału

[2] – rozmiar interwału w półtonach

[3] – przewrót interwału

[4] – najprostszy interwał o takim samym brzmieniu

[5] – przykład

[A] – te interwały istnieją teoretycznie jako przewroty innych interwałów, w praktyce są one określane w sposób podany w nawiasie

[B] – tryton to (sprowadzając do najprostszego interwału) kwarta zwiększona lub kwinta zmniejszona

[C] – należy pamiętać, że septymę małą oznacza się jako 7, a wielką jako 7<